# Piattaforma di Opposizione - Per la Vita

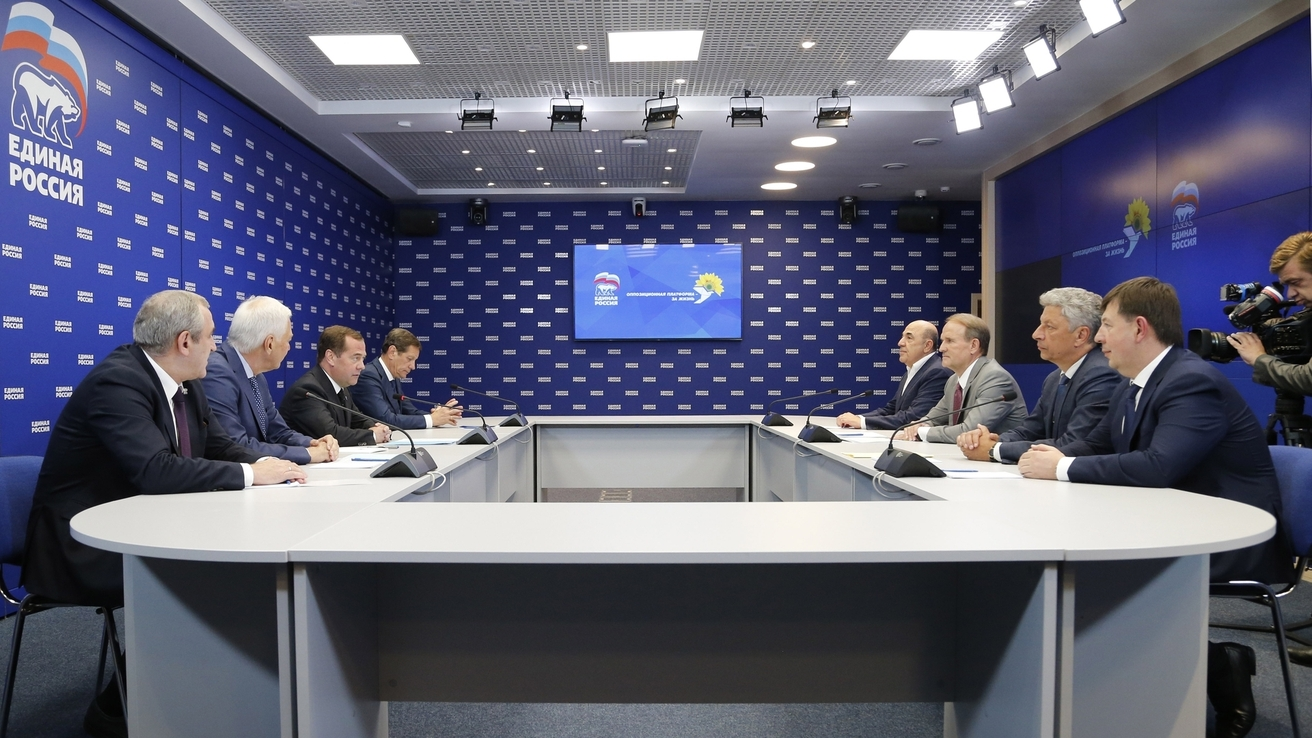
Incontro tra esponenti di Russia Unita e dell'OPFL nel luglio 2019

Mappa del sostegno al partito nelle elezioni parlamentari del 2019 (contrassegnato in blu)

Piattaforma di Opposizione - Per la Vita (in ucraino Опозиційна платформа — За життя?; in russo Оппозиционная платформа — За жизнь?) o OPZŽ fu un partito politico ucraino filorusso, fondato nel dicembre 2018 con l'obiettivo di partecipare alle elezioni presidenziali e a quelle parlamentari ucraine del 2019.
Il partito era il successore di Per la Vita, già Unione Panucraina Centro dal 1999 al 2016. Venne registrato nel dicembre 1999.
Secondo vari studi sociologici condotti nel 2021, Piattaforma di Opposizione - Per la Vita era il terzo partito politico più popolare in Ucraina.
L'attuale partito è composto dai membri del suo predecessore "Per la Vita" nonché da Blocco di Opposizione, Ucraina - Avanti!, Partito per lo Sviluppo dell'Ucraina e Scelta Ucraina.

## Storia

### Elezioni parlamentari del 2019 e elezioni locali del 2020
Nelle elezioni parlamentari ucraine del 2019 il partito ha vinto 37 seggi (13,05% dei voti totali) nella lista nazionale del partito e 6 seggi elettorali. L'11,4% dei deputati eletti del partito erano donne.
Il 3 luglio 2020, una granata è stata lanciata nell'ufficio del partito a Poltava e una persona è rimasta ferita a seguito dell'esplosione.
Nel febbraio 2021, i deputati del partito hanno avviato la procedura di impeachment nei confronti del presidente Volodymyr Zelens'kyj, in seguito alle sanzioni imposte a Taras Kozak, membro del partito accusato di collaborazionismo con i russi.

### Invasione russa dell'Ucraina del 2022
Il 24 febbraio 2022 la Russia ha dato inizio all'invasione dell'Ucraina. Illja Kyva, membro del partito, ha espresso supporto per le truppe russe e ha invitato il presidente Zelens'kyj a dimettersi. Il 3 marzo 2022 Kyva è stato espulso dal partito e, successivamente, anche dal Parlamento.
Nonostante le politiche filo-russe portate avanti negli anni, dopo l'inizio dell'invasione il partito ha ufficialmente condannato l'attacco russo, invitando le parti a negoziare un cessate il fuoco e le truppe russe a lasciare il suolo ucraino. Viktor Medvedčuk, leader del partito insieme a Jurij Bojko, nonché alleato storico di Vladimir Putin, è stato sollevato dagli incarichi di partito.
Il 20 marzo 2022 Piattaforma di Opposizione - Per la Vita e diversi altri partiti filo-russi sono stati temporaneamente sospesi dal Consiglio per la sicurezza e la difesa nazionale dell'Ucraina.

### Scissioni
Nell'aprile 2022 il gruppo parlamentare si è sciolto, con alcuni deputati del partito che hanno aderito a "Servitore del Popolo", partito del presidente Zelens'kyj, mentre altri hanno creato gruppi autonomi.

## Politiche
Nel programma elettorale del partito per le elezioni parlamentari ucraine del 2019, il partito ha promesso di annullare le politiche di decomunistizzazione e ucrainizzazione, ridiscutere l'accordo di associazione Ucraina-Unione europea e rilanciare il commercio con i paesi della CSI. Il partito vuole la "neutralità dell'Ucraina nella sfera politico-militare e la non partecipazione ad alcuna alleanza politico-militare". Come mezzo per combattere la povertà, il partito sostiene la "riduzione delle tariffe del gas per la popolazione dell'Ucraina a 3800-4000 UAH per mille metri cubi a causa delle forniture dirette di gas dalla Federazione Russa". Il partito vuole porre fine alla guerra in Donbass negoziando direttamente con la Repubblica popolare di Donec'k e la Repubblica popolare di Luhans'k. Il programma del partito non menziona la questione della Crimea.
Con la crisi russo-ucraina, il 10 marzo 2020 il gruppo parlamentare della Piattaforma di opposizione - For Life ha inviato la sua delegazione come delegazione parlamentare ufficiale dell'Ucraina alla Duma di Stato russa.
La delegazione del partito è stata accolta con una standing ovation alla Duma di Stato. Subito dopo la pubblicazione delle informazioni sul viaggio, l'ufficio stampa della Verchovna Rada ha negato che il parlamento avesse incaricato la delegazione di condurre eventuali negoziati con i rappresentanti della Duma e che non erano stati rilasciati documenti ufficiali per la visita estera della delegazione.

## Risultati elettorali

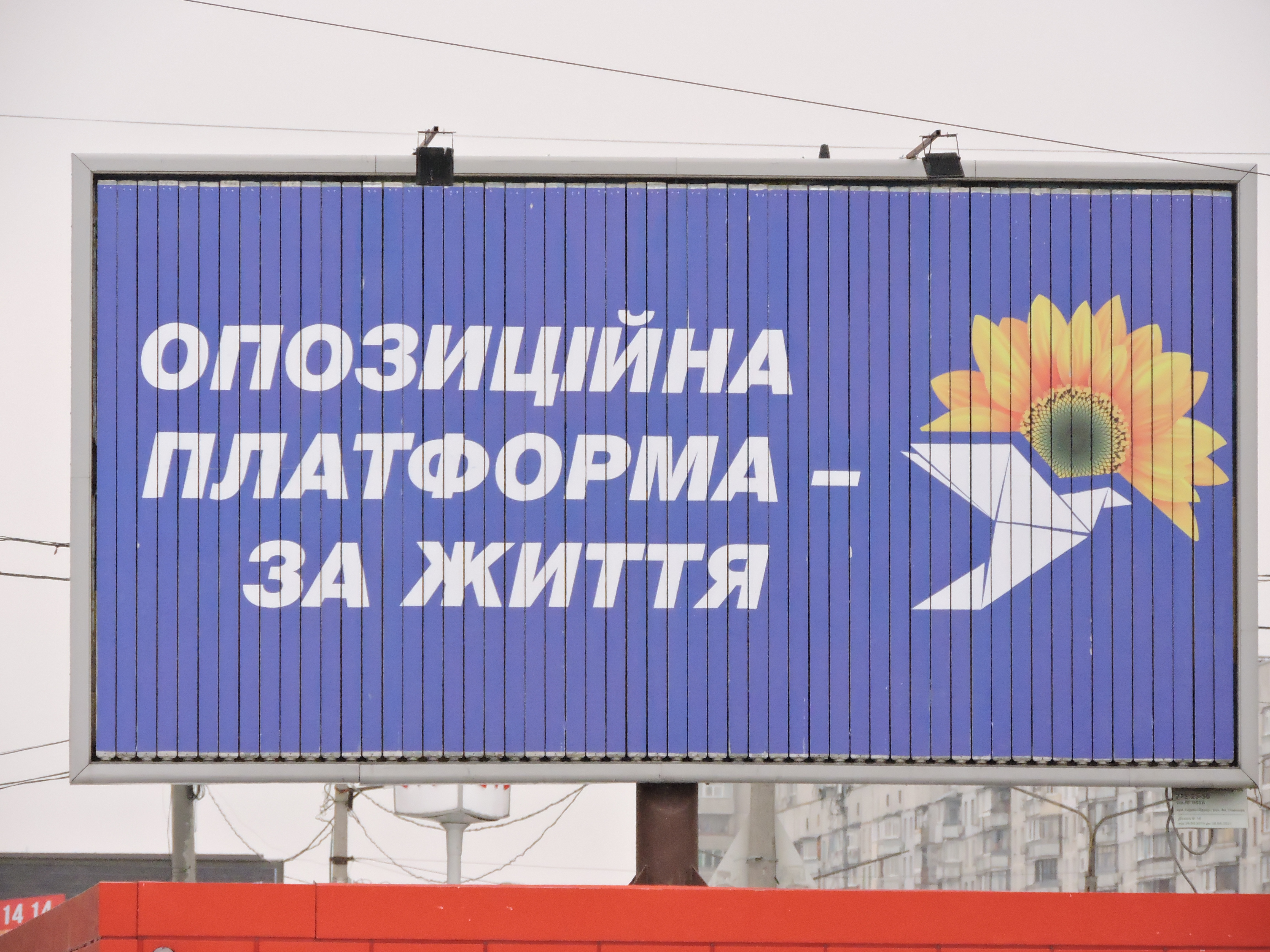
Cartellone pubblicitario della Piattaforma di Opposizione - Per la Vita a Saltivka, Charkiv

| Elezione          | Voti      | %     | Seggi    |
| ----------------- | --------- | ----- | -------- |
| Parlamentari 2019 | 1.908.087 | 13.05 | 43 / 450 |

| Elezione           | Elezione | Candidato   | Voti      | %     | Esito                |
| ------------------ | -------- | ----------- | --------- | ----- | -------------------- |
| Presidenziali 2019 | I turno  | Jurij Bojko | 2.206.216 | 11,67 | ❌ Non eletta/o (5º) |